# نائومی ایشیدا
نائومی ایشیدا (انگلیسی: Naomi Ishida; ۶ اوت ۱۹۶۹ – ۱۸ ژوئیهٔ ۲۰۱۹) پویانما اهل ژاپن بود.